# Svor
Svor é uma comuna checa localizada na região de Liberec, distrito de Česká Lípa‎.